# Tassullo
Tassullo (Tasùl in noneso) è stato un comune italiano di 1 868 abitanti della provincia di Trento, situato nella Val di Non. Il comune aveva quattro frazioni: Sanzenone, Pavillo, Rallo e Campo, chiamate "le quattro ville".
Dal 1º gennaio 2016, a seguito della fusione con i comuni di Nanno e Tuenno, il comune di Tassullo è stato soppresso per l'istituzione del comune di Ville d'Anaunia.

## Storia
- Annessione alla Venezia Tridentina (16 ottobre 1920)[7]
- Cambio di provincia (14 febbraio 1923)[7]
- Annessione di Nanno (6 settembre 1928)[7]
- Separazione da Nanno (15 marzo 1947)[7]
- Fusione con Ville d'Anaunia (1º gennaio 2016)[7]

Pare che anticamente nel territorio di Tassullo si estraesse dell'oro.

### Simboli
Stemma
Lo stemma era stato approvato con deliberazione della Giunta provinciale del 23 marzo 1984.
Gonfalone
Il gonfalone era stato approvato con D.G.P. del 26 gennaio 1990.

## Monumenti e luoghi d'interesse
- Chiesa di Santa Maria Assunta
- Castel Valer

## Società

### Evoluzione demografica
Abitanti censiti

## Amministrazione

### Altre informazioni amministrative
La circoscrizione territoriale ha subito le seguenti modifiche: nel 1928 aggregazione di territori del soppresso comune di Nanno; nel 1947 distacco di territori per la ricostituzione del comune di Nanno (Censimento 1936: pop. res. 683).

## Galleria d'immagini

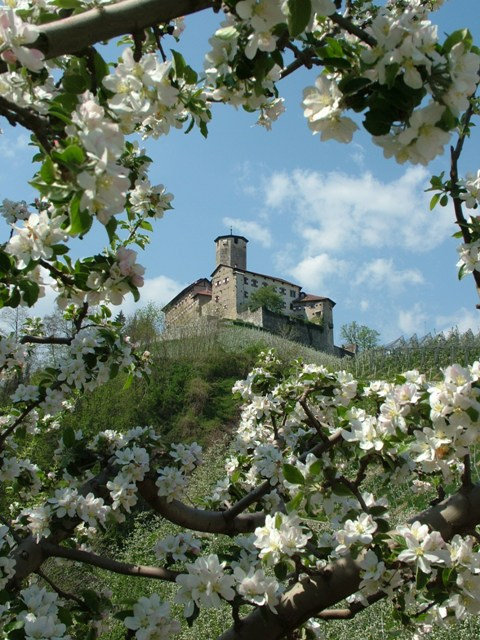
Castel Valer tra i fiori, Tassullo
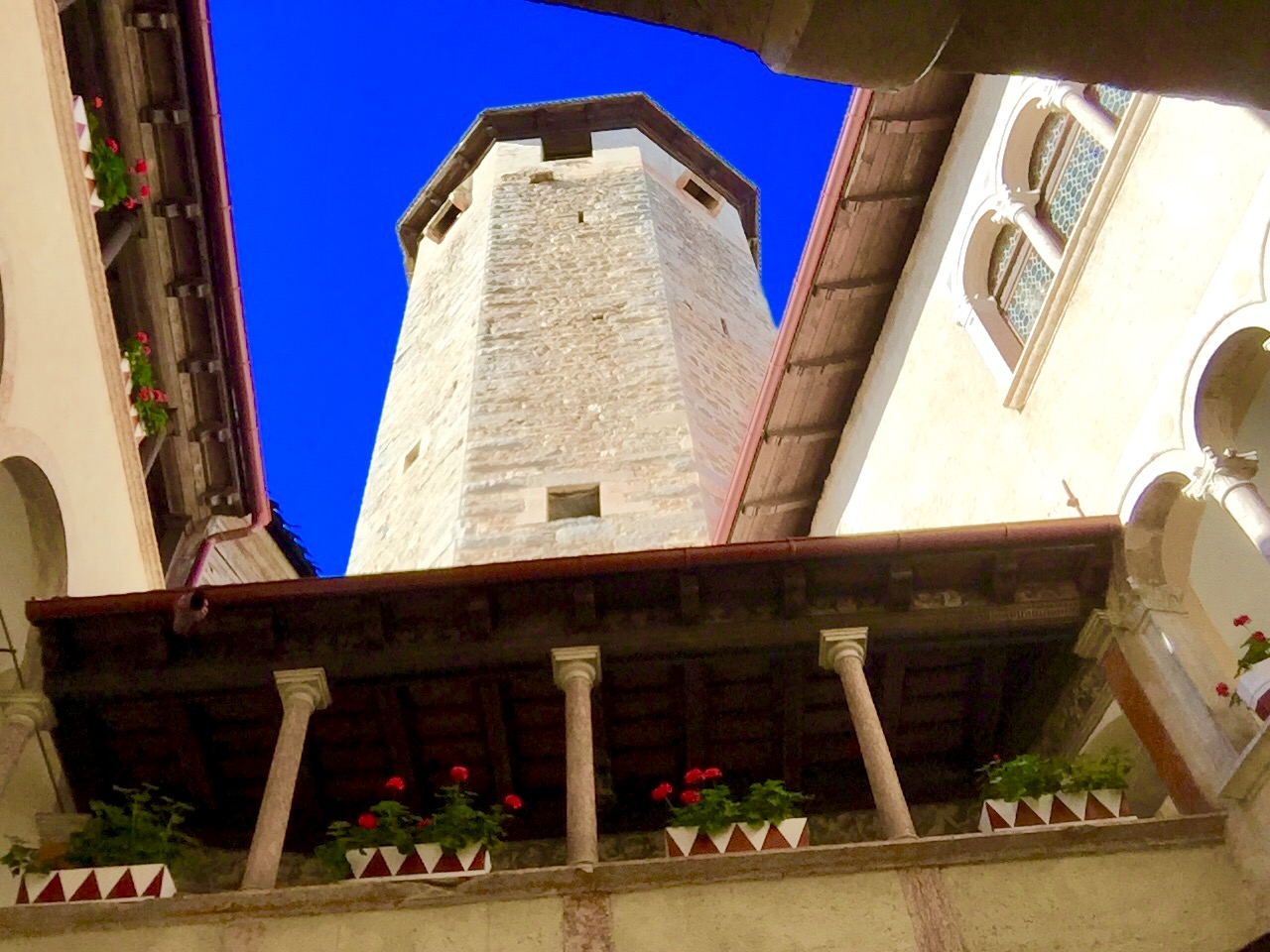
Castel Valer, interno